# Cophixalus cheesmanae
Cophixalus cheesmanae är en groddjursart som beskrevs av Parker 1934. Cophixalus cheesmanae ingår i släktet Cophixalus och familjen Microhylidae. IUCN kategoriserar arten globalt som livskraftig. Inga underarter finns listade i Catalogue of Life.